# Worshipful Company of Plumbers

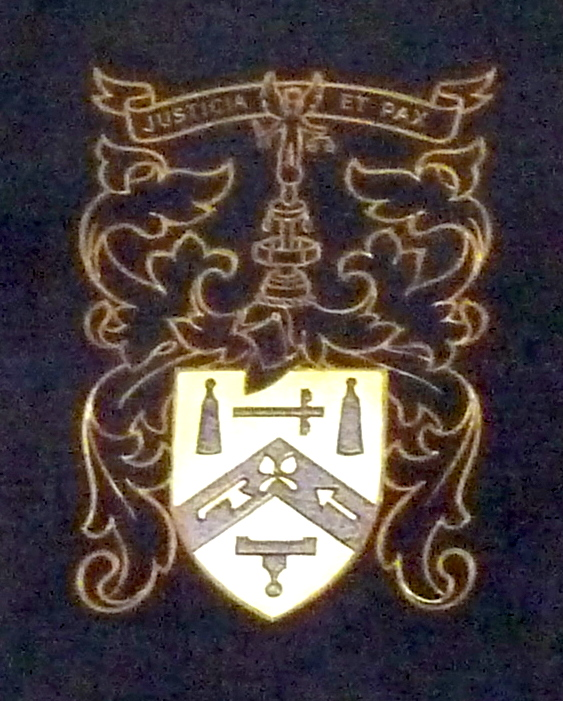
Stemma

La Worshipful Company of Plumbers è una delle Livery Company della Città di Londra. L'organizzazione ricevette il diritto di regolare gli idraulici medievali, che erano, tra le altre cose, responsabili della costruzione di cisterne, nel 1365. Fu incorporato in una Royal Charter nel 1611. Oggi non è più un'associazione, ma rimane attiva come istituzione di beneficenza.
La Worshipful Company of Plumbers mantiene un collegamento con l'idraulica assegnando medaglie e premi nel settore dell'edilizia.
La Worshipful Company of Plumbers è alla trentunesima posizione nell'ordine di precedenza delle Livery Companies. I suoi motti sono Justicia Et Pax (giustizia e pace) e In God Is All Our Hope (in Dio è tutta la nostra speranza)
Tra i suoi membri vi sono stati Fiona Woolf e Paul Flatt.